# 57 г. пр.н.е.
57 (петдесет и седма) година преди новата ера (пр.н.е.) е година от доюлианския (Помпилийски) римски календар.

## Събития

### В Римската република
- Консули на Римската република са Публий Корнелий Лентул Спинтер и Квинт Цецилий Метел Непот.
- Януари – в сената, с подкрепата на Гней Помпей, е предложено Цицерон да бъде призован обратно в Рим. Взимането на решение е осуетено от народния трибун Публий Клодий Пулхер, който довежда на събранието банди от гладиатори, за да прогони подкрепящите предложението трибуни. Насилието дава повод на сенаторите и Помпей да хвърля срещу Клодий други двама трибуни, Тит Аний Милон и Публий Сесций, които формират собствени банди от поддръжници. Последвалите седмици на боеве и насилие около Форума пречупват контрола на Клодий и бандите му над центъра на града.[1]
- Юли – консулите изпращат писма до всички общини призоваващи всички граждани-патриоти да се отзоват в столицата за ново гласуване в центуриатното събрание на решението за завръщане на Цицерон.
- 4 август – под ръководството на Помпей и с помощта на бандите на Милон и Сесций, които присъстват като мярка срещу появата на Клодий и гладиаторите му, събранието на Марсово поле решава Цицерон да се завърне в Рим.[2]
- Галски войни:
  - В битката при Аксона Цезар побеждава племето белги.[3]
  - Цезар побеждава племето нервии в битката при Сабис.[3]
  - В чест на цезаровите победи Сенатът обявява 15 дни на supplicatio (молитвена процесия като благодарност за победа)[3]
- 4 септември – при завръщането на Цицерон в Рим, Клодий предизвиква бунт твърдейки, че той и поддръжниците му са виновни за сериозния недостиг на зърно в града. В отговор Цицерон успешно прокарва решение предоставящо властта да организира доставките на зърно за следващите пет години на Помпей и оглавявана от него комисия.[4]
- До края на годината въоръжените сблъсъци между Клодий и опонентите му продължават, но той губи популярност тъй като прибягва до тероризъм като опити да се изгори дома на трибуна Милон и опити за убийство.

### В Партия
- Митридат III става владетел на Партия.

## Починали
- Фраат III, владетел на Партия
- Клеопатра VI, владетелка на Египет